# Hellgrüne Flechteneule

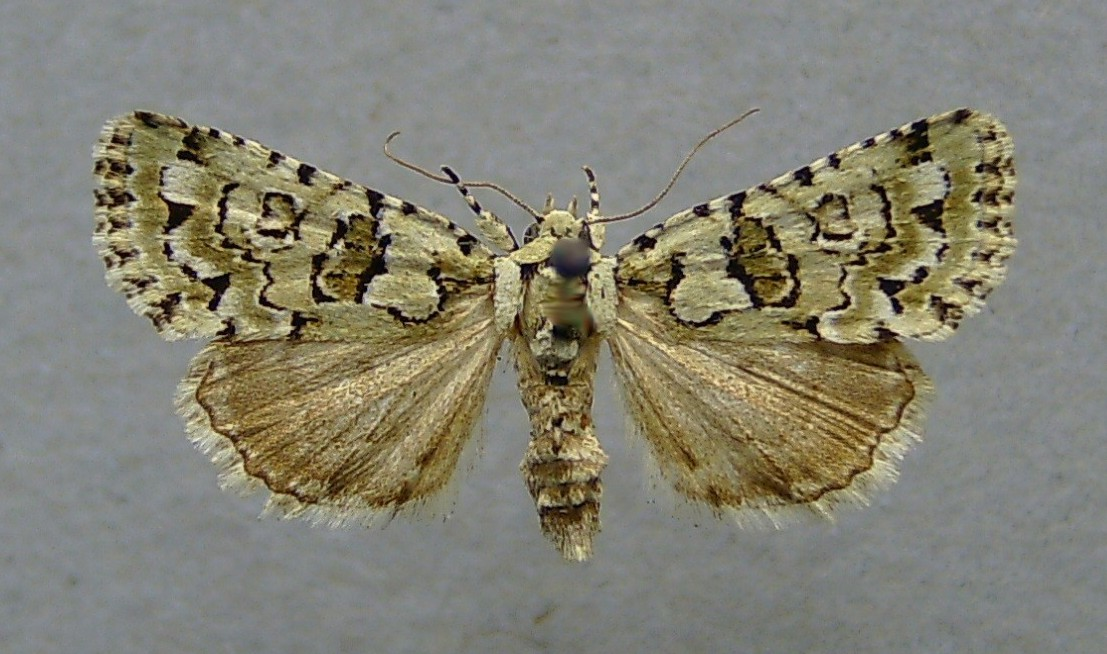
Präparat der Hellgrünen Flechteneule

Die Hellgrüne Flechteneule (Nyctobrya muralis), auch als Mauerflechteneule oder  Hellgrüne Algeneule bezeichnet, ist ein Schmetterling (Nachtfalter) aus der Familie der Eulenfalter (Noctuidae).

## Merkmale

### Falter
Die Falter erreichen eine Flügelspannweite von etwa 25 bis 31 Millimetern. Ihre Vorderflügel sind schmal und meist hellgrün gefärbt. Auffällig sind die sehr großen ovalen Ringmakel, die schwarz umrandet und dunkel gefüllt sind. Ebenfalls schwarz umrandet sind die Nierenmakel, deren Färbung jedoch meist derjenigen des Untergrundes entspricht. Die stark geschwungene innere Querlinie erreicht den Vorderrand der Vorderflügel nicht. Mehr oder weniger deutlich sind einige nach innen gerichtete Keilflecke an der Wellenlinie. Im Saumfeld befinden sich mehrere kleinere Pfeilflecke. Die grüne Grundfärbung verblasst mit zunehmender Lebensdauer merklich, so dass ältere Tiere auch weißlich erscheinen können. Lebensräume, in denen sich sehr dunkle Felsen befinden, können auch dunkel gezeichnete Exemplare hervorbringen. Die Hinterflügel sind graubraun, im Wurzelbereich etwas heller, die Fransen schimmern weißlich.

### Raupe
Erwachsene Raupen sind schwärzlich gefärbt. Arttypisch sind die bläulichweiße Rückenzeichnung sowie die rötliche Bauchseite.

### Ähnliche Arten
- Bei der Weißlichen Flechteneule (Bryophila domestica) überwiegen sehr helle grünliche, gelbliche oder weißliche Farben. Sie ist außerdem deutlich kleiner als muralis.

## Synonyme
Von der Art ist eine Vielzahl an Synonymen bekannt. Dazu zählen:
- Cryphia muralis
- Bryophila muralis
- Metachrostis muralis
- Phalaena muralis
- Noctua glandifera
- Noctua lichenis

## Verbreitung und Vorkommen
Die Hellgrüne Flechteneule ist von Nordafrika durch Süd- und Mitteleuropa  lokal verbreitet, wobei sie im Süden etwas häufiger auftritt. Angaben zu weiter östlich gelegenen  Verbreitungsgebieten müssen noch näher untersucht werden, da sich ältere Angaben wahrscheinlich meist auf die inzwischen eigenständige Nyctobrya amasina beziehen. Die wärmeliebende Art kommt bevorzugt in terrassierten Weinbergen mit locker gesetzten Trockenmauern aus dem örtlichen Ausgangsgestein vor. Sie bewohnt außerdem u. a. Steinbrüche sowie Böschungsmauern an Straßenrändern.

## Lebensweise
Die Falter sind nachtaktiv, fliegen von Juli bis August und leben sehr unauffällig. Sie sitzen tagsüber gern an mit Flechten bewachsenen Felsen oder Mauern und besuchen nachts künstliche Lichtquellen sowie Köder. Die Raupen ernähren sich von Flechten und Algen und fressen überwiegend nachts, insbesondere nachdem die Nahrung mit Tau durchfeuchtet wurde. Tagsüber ruhen sie für gewöhnlich in einer aus Erdreich gefertigten, gehäuseähnlichen Wohnhöhle, die in Mauerritzen angelegt wird.  Sie überwintern und verpuppen sich im Juni des folgenden Jahres.

## Gefährdung
In Deutschland ist die Hellgrüne Flechteneule in unterschiedlicher Häufigkeit verbreitet und wird auf der Roten Liste gefährdeter Arten in Kategorie 3 (gefährdet) eingestuft. In Baden-Württemberg wird sie jedoch auf der Vorwarnliste geführt.